# Mitsuki Takahata
Mitsuki Takahata (高畑 充希 Takahata Mitsuki?,  Higashiōsaka, Prefectura de Osaka, Japón, 14 de diciembre de 1991) es una actriz y cantante japonesa, representada por la agencia de talentos Horipro. Asistió a la Universidad Hosei como estudiante de pregrado.

## Filmografía

### Televisión
| Año  | Título                                           | Personaje                   | Cadena  | Notas                           | Referencias |
| ---- | ------------------------------------------------ | --------------------------- | ------- | ------------------------------- | ----------- |
| 2007 | Kinpachi-sensei                                  | Ayaka Taguchi               | TBS     |                                 |             |
| 2011 | Zettai Reido                                     | Saki Nozawa                 | Fuji TV |                                 |             |
| 2013 | Gochisōsan                                       | Noriko (Kawakubo) Nishikado | NHK     | Asadora                         |             |
| 2014 | Gunshi Kanbei                                    | Ito                         | NHK     | Taiga drama, Episodios 30 al 47 |             |
| 2016 | Toto Neechan                                     | Tsuneko Kohashi             | NHK     | Asadora, Papel principal        |             |
| 2016 | Itsuka Kono Koi o Omoidashite Kitto Naite Shimau | Kihoko Hinata               | Fuji TV |                                 |             |
| 2017 | Kahogo no Kahoko                                 | Kahoko                      | NTV     | Papel principal                 | [ 2 ]       |

### Cine
| Año  | Título                                      | Personaje       | Notas | Referencias |
| ---- | ------------------------------------------- | --------------- | ----- | ----------- |
| 2013 | Kyūkyoku!! Hentai Kamen                     |                 |       |             |
| 2014 | Joshi Zu                                    | Yuri Kikawada   |       |             |
| 2014 | Ao Haru Ride                                | Yui Narumi      |       |             |
| 2014 | The Vancouver Asahi                         | Emī Kasahara    |       |             |
| 2016 | Rage                                        | Kaoru           |       |             |
| 2016 | Evergreen Love                              | Sayaka          |       |             |
| 2016 | Japanese Girls Never Die                    | Aina Kinami     |       |             |
| 2017 | Hirune Hime: Shiranai Watashi no Monogatari | Kokone Morikawa | Voz   |             |
| 2017 | Destiny: Kamakura Story                     | Ayako Isshiki   |       |             |
| 2020 | Wotaku Koi wa Muzukashī                     | Naruki Momose   |       |             |

### Doblaje
| Año  | Título             | Papel  | Notas                | Referencias |
| ---- | ------------------ | ------ | -------------------- | ----------- |
| 2007 | Meet the Robinsons | Lizzy  | Animación            |             |
| 2015 | Cenicienta         | Ella   | Voz de Lily James    |             |
| 2023 | Barbie             | Barbie | Voz de Margot Robbie |             |

## Discografía

### Álbumes
- COLOR (2008)
- PLAY LIST (2014)

### Singles
- Taisetsu na Mono (2007)
- Hitomi Hiraite (2007)
- Natsu no Montage (2008)

## Premios
| Año  | Premios                             | Categoría              | Resultado |
| ---- | ----------------------------------- | ---------------------- | --------- |
| 2017 | 41° Premios Élan d'Or               | Recién llegado del año | Ganadora  |
| 2017 | 40° Premios de la Academia Japonesa | Recién llegado del año | Ganadora  |